# کاروی فوگل
کاروی فوگل (مجاری: Károly Fogl; ۱۹ ژانویهٔ ۱۸۹۵ – ۱۲ ژانویهٔ ۱۹۶۹) بازیکن و مربی فوتبال اهل مجارستان بود.
از باشگاه‌هایی که در آن بازی کرده‌است می‌توان به باشگاه فوتبال اویپشت و باشگاه ورزشی واشاش اشاره کرد.
وی همچنین در تیم ملی فوتبال مجارستان بازی کرده‌است.